# Srážkoměr

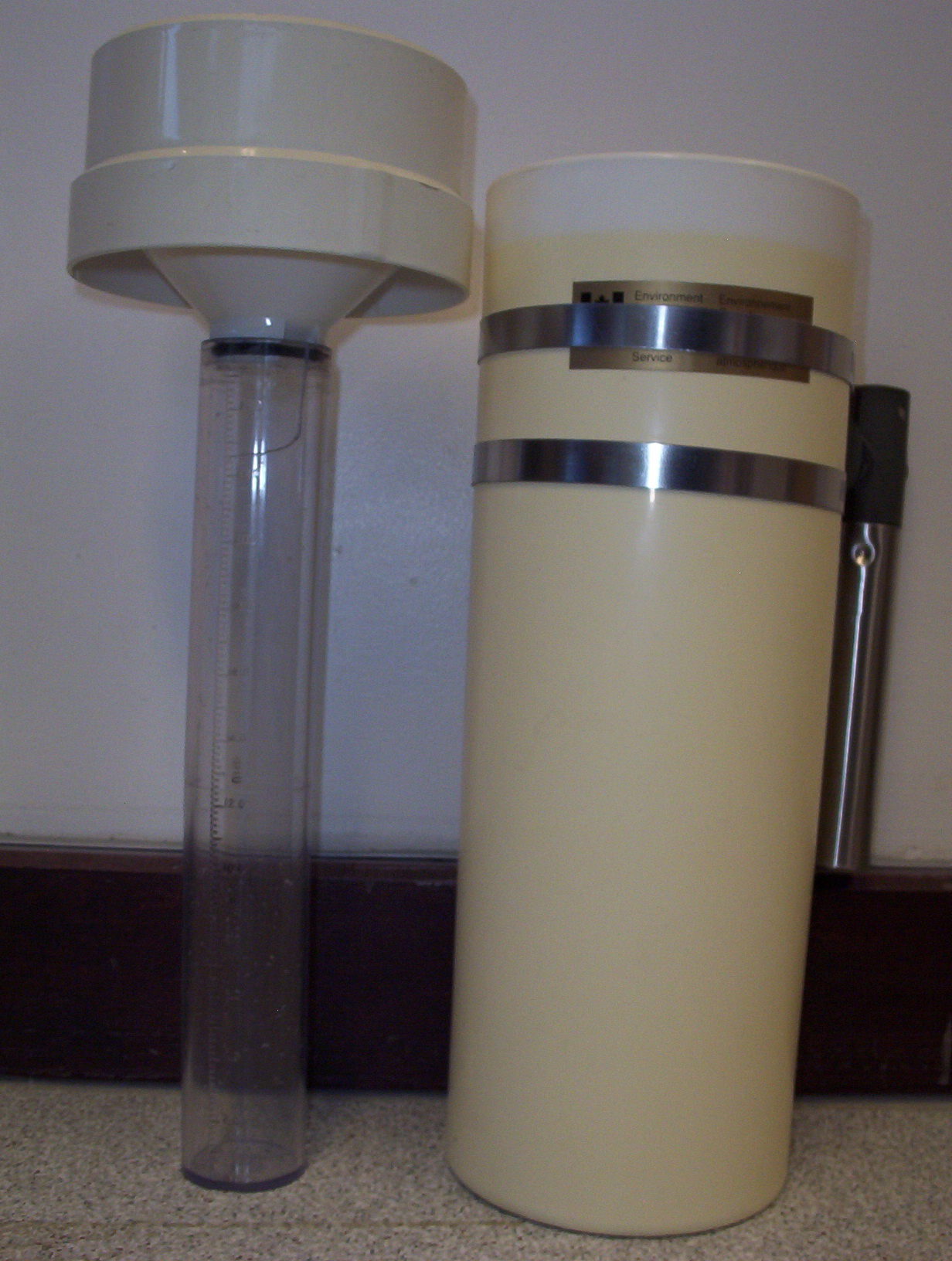
Ombrometr

Srážkoměr je přístroj používaný v meteorologii a hydrologii k měření srážkových úhrnů.

## Druhy srážkoměrů

### Ombrometr
Ombrometr je tvořen válcem s nálevkou, kterou jsou padající srážky sváděny do nádoby uvnitř válce. Úhrn se zjistí přelitím obsahu této nádoby do kalibrovaného odměrného válce. Sníh se zachytává do ombrometru bez nálevky a nechává se roztát. V Česku se používají ombrometry se záchytnou plochou 0,05 m².

### Ombrograf
Ombrograf umožňuje měřit srážkové úhrny kontinuálně. Srážky stékají do nádoby s plovákem, na plovák je napojeno registrační zařízení, které zapisuje na otáčející se papír. Takto vytvořený záznam se nazývá ombrogram, jedná se o průběh celkového množství srážek v čase, z něho se dá odvodit intenzita srážky.

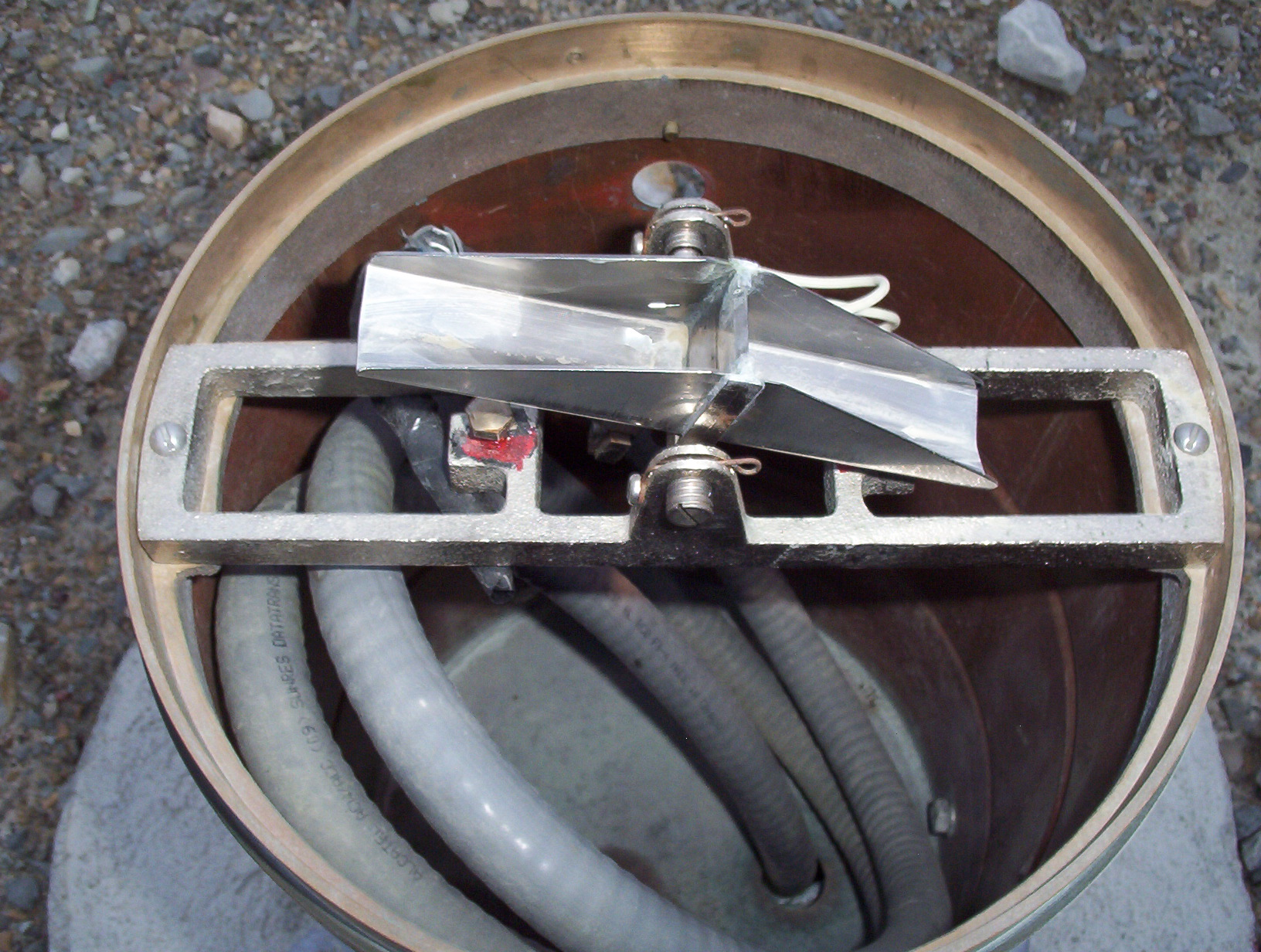
Vnitřek člunkového srážkoměru

### Člunkový srážkoměr
Ombrografy jsou nahrazovány modernějšími a přesnějšími automatickými člunkovými srážkoměry. Zachycená srážka je sváděna na dělený překlápěcí člunek. Po naplnění jeho jedné poloviny příslušným objemem vody (odpovídajícím úhrnu srážek např. 0,1 mm) se člunek překlopí, čímž z první poloviny vyteče voda a srážka začne stékat do druhé poloviny. Překlopení je zaznamenáno a jejich počet určuje celkový úhrn srážek. Člunkové srážkoměry se vyrábí s různou záchytnou plochou (např. 200 cm² nebo 500 cm²). Automatické srážkoměry používané k profesionálnímu měření jsou vybaveny vytápěním, aby bylo možno kontinuálně měřit i množství tuhých srážek.

## Přesnost
Měření srážek pomocí běžných srážkoměru sebou přináší určité nepřesnosti, a to v důsledku toho, že některé dešťové, popř. sněhové částice jsou vlivem větru unášeny kolem nádoby srážkoměru a dochází tak k podhodnocení srážkových úhrnů zejména na exponovaných stanicích. V důsledku větru 2 % až 10 % pro déšť a 10 % až 50 % pro sníh.